# Pouillot du Japon
Phylloscopus borealoides
Espèce
Statut de conservation UICN

 LC  : Préoccupation mineure
Le Pouillot du Japon (Phylloscopus borealoides) est une espèce de passereaux de la famille des Phylloscopidae.

## Répartition
Cet oiseau peuple Sakhaline, le sud des Kouriles et le Japon ; il hiverne en Indochine.